# 593
Năm 593 là một năm trong lịch Julius.